# Sceaux-du-Gâtinais
Sceaux-du-Gâtinais is een gemeente in het Franse departement Loiret (regio Centre-Val de Loire) en telt 488 inwoners (1999). De plaats maakt deel uit van het arrondissement Montargis.

## Geografie
De oppervlakte van Sceaux-du-Gâtinais bedraagt 31,9 km², de bevolkingsdichtheid is 15,3 inwoners per km².
De onderstaande kaart toont de ligging van Sceaux-du-Gâtinais met de belangrijkste infrastructuur en aangrenzende gemeenten.

## Demografie
Onderstaande figuur toont het verloop van het inwonertal (bron: INSEE-tellingen).